# Frauenkirche (München)
|  | Denne artikel omhandler Frauenkirche i München. Der findes andre kirker med navnet Frauenkirche. |
Frauenkirche (fulde navn "Dom zu unserer lieben Frau", Katedralen til vores hellige frue) er den største kirke i Bayerns hovedstad München. Den ligger i bymidten på Frauenplatz 1, den katolske katedral er et landmærke og en populær turistattraktion.
I dag dominerer katedralen og det nye rådhus (Neues Rathaus) bymidten og dens tårne kan ses fra alle retninger. Dette vil også være muligt i fremtiden da man i München har vedtaget en forordning, der forbyder byggeri af huse med en højde over 100 meter. Man kan komme op i det sydlige tårn og her kan man få et panoramisk overblik over byen og Alperne.

## Historie
Katedralen, der erstattede en ældre kirke bygget i det 12. århundrede, blev bestilt af Hertug Sigismund og opført af Jörg von Halsbach. Byggearbejdet begyndte i 1468 og de to tårne stod færdige i 1488. Kirken blev indviet i 1494. Imidlertid blev bygningens berømte kupler på toppen af hvert tårn ikke tilføjet før 1525. Deres design blev modelleret efter Klippemoskeen i Jerusalem, som har sit design fra Byzantinsk arkitektur. Katedralen fik alvorlige skader under 2. verdenskrig — taget kollapsede og det ene tårn fik alvorlige skader. En kæmpe restaurering blev igangsat efter krigen og blev gennemført i flere etaper, den sidste i 1994.

## Arkitektur
Frauenkirche blev bygget i røde mursten i sengotisk stil. Bygningen er 109 m høj og 40 m bred. De to tårne er 99 m høje, hvor der er en højdeforskel mellem dem på 12 cm. I det originale design skulle de to tårne have spidse spir på toppen, i lighed med dem på Kölnerdomen, men pga. pengemangel blev disse aldrig bygget. I stedet for blev de to kupler bygget under renæssancen og passer således ikke stilistisk med resten af kirken.

## Interiør
Katedralen har plads til omkring 20.000 mennesker og katolske gudstjenester holdes regelmæssigt. Interiøret i katedralen, som er blandt de største halkirker i Sydtyskland, består af 3 hovedskibe med samme højde (31 m).
Det meste af interiøret blev ødelagt under 2. verdenskrig, og de restaurerede dele falmer i forhold til de gamle dele ved sammenligning. Dog kan man stadig finde det gotiske hovedskib og Teufelstritt, eller Djævlens fodspor, ved indgangen. Dette er et sort mærke der ligner et fodspor med en lille kroget hale ved hælen, som, ifølge en legende, var der Djævlen stod da han nysgerrigt betragtede og spottede den "vinduesløse" kirke, Halsbach havde bygget. Det er faktisk en stor støbning i en firkantet fundaments flise og ingen af sidevinduerne kan ses fra dette punkt, når man kigger mod højalteret
En samling af kunst fra det 14. til 18. århundrede af kendte kunstnere såsom Erasmus Grasser, Jan Polack og Ignaz Günther pryder stadig katedralens indre. Flere af de gotiske kulørte glasvinduer, hvoraf nogle allerede var blevet fremstillet til den tidligere kirke, og gravmonumentet for Louis IV, Tysk-romersk kejser hører til nogle af de ting kirken er kendt for. Krypten indeholder gravene for ærkebiskopper af München og Freising og blandt andre også disse medlemmer af Wittelsbach slægten:
- Louis IV, Tysk-romersk kejser
- Hertug Louis V
- Hertug Stephen II
- Hertug Ernest
- Hertug Albert IV
- Hertug William IV
- Hertug Albert V
- Kong Ludwig III

## Ekstern kilde/henvisning
- Frauenkirche (Cathedral of Our Blessed Lady) Arkiveret 5. marts 2007 hos  Wayback Machine fakta og billder (på engelsk)

48°08′18.92″N 11°34′23.01″Ø / 48.1385889°N 11.5730583°Ø